# Musée national de la marine de Sydney
Le Musée nationale de la marine (en anglais : Australian National Maritime Museum (ANMM) est un musée de la marine créé en 1991 à Darling Harbour (Sydney) et géré par le gouvernement de l'Australie.

## Présentation
Il est l'un des six musées directement gérés par le gouvernement fédéral et il est le seul situé en dehors du territoire de la capitale australienne. Le musée est structuré autour de sept galeries principales, axées sur la découverte de l'Australie, les relations entre les aborigènes australiens et l'eau, les voyages en Australie par la mer, l'océan comme ressource, la détente et le divertissement à base d'eau, la défense navale de la nation et les relations entre les États-Unis d'Amérique et l’Australie. La dernière galerie a été financée par le gouvernement fédéral des États-Unis et est la seule galerie muséale nationale au monde financée par un pays étranger. Quatre espaces de galerie supplémentaires sont utilisés pour des expositions temporaires. Trois navires-musées (la réplique du HMS Endeavour, le destroyer HMAS Vampire et le sous-marin HMAS Onslow) sont ouverts au public, tandis que les petits navires historiques amarrés à l'extérieur peuvent être vus mais pas visités.

### Navires préservés
- Yacht à vapeur SY Ena
- Patrouilleur HMAS Advance (P 83)
- Destroyer HMAS Vampire (D11)
- Sous-marin HMAS Onslow
- Trois-mâts barque James Craig
- Chalutier MV Krait
- Bateau-phare CLS4 Carpentaria